# 衾

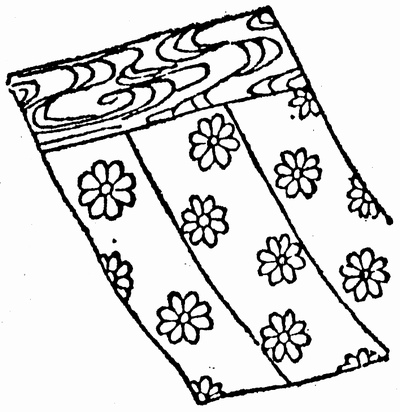
『和漢三才図会』による衾の画

衾（ふすま）は平安時代などに用いられた古典的な寝具の一種。長方形の一枚の布地で現在の掛け布団のように就寝時に体にかけて用いるため、後世の掛け布団も衾と呼ぶことがある。なお大嘗祭の際に悠紀殿と主基殿の中にも衾が設えられるが、この起源を日本書紀の天孫降臨の際に本文では高皇産霊尊が瓊瓊杵尊を「真床追衾」を以て覆い、天磐座を放ち天八重雲を排分けて降臨させたとあり、一書では高皇産霊尊が瓊瓊杵尊に「真床覆衾」を着せて、天八重雲を排分けて、天下し奉ったことに由来するという説がある。
また、平安時代などには、結婚時に、夫婦となった2人にこれを掛ける、衾覆い(同衾)という儀式に使われることもあった。